# Subdivisões do Sudão

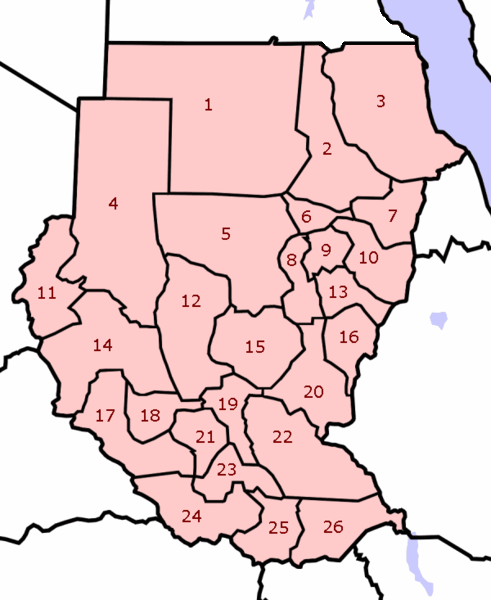
Estados do Sudão: Em 2005, o Cordofão Ocidental (12) se dividiu em duas partes. A parte norte foi incorporada ao estado do Cordofão do Norte (5) e a parte sul incorporada ao Cordofão do Sul (15).

O Sudão está atualmente dividido em 25 estados e 132 distritos.

## Estados do Sudão
A tabela em baixo apresenta o nome de cada estado, assim como o seu respectivo nome em português, a área do território, o número de habitantes e a capital.
| Nº                                | Estado                  | Nome em português        | Área (km²) | População censo 2008 | Capital          |
| --------------------------------- | ----------------------- | ------------------------ | ---------- | -------------------- | ---------------- |
| Estados do norte                  |                         |                          |            |                      |                  |
| 1                                 | Ash-Shamaliyah          | Norte                    | 348.765    | 699.065              | Duncula          |
| 2                                 | Nahr an-Nil             | Rio Nilo                 | 122.123    | 1.120.441            | ad-Damir         |
| 3                                 | Al-Bahr Al-ahmar        | Mar Vermelho             | 218.887    | 1.396.110            | Porto Sudão      |
| 4                                 | Shamal Darfor           | Darfur do Norte          | 296.420    | 2.113.626            | El-Fasher        |
| 5                                 | Shamal Kurdufan         | Cordofão do Norte        | 221.900    | 2.920.992            | Al-Ubayyid       |
| 6                                 | Al-Chartum              | Cartum                   | 22.142     | 5.274.321            | Cartum capital   |
| 7                                 | Ash Sharqiyah           | Kassala                  | 36.710     | 1.789.806            | Kassala          |
| 8                                 | An-Nil al-abyad         | Nilo Branco              | 30.411     | 1.730.588            | Rabak            |
| 9                                 | Al Jazirah              | Ilha                     | 23.373     | 3.575.280            | Wad Madani       |
| 10                                | Al-Qadarif              | Gadarife                 | 75.263     | 1.348.378            | Al-Qadarif       |
| 11                                | Gharb Darfor            | Darfur Ocidental         | 79.460     | 1.308.225            | Al-Junaynah      |
| 13                                | Sennar                  | Sennar                   | 37.844     | 1.285.058            | Singa            |
| 14                                | Janub Darfor            | Darfur do Sul            | 127.300    | 4.093.594            | Niala            |
| 15                                | Janub Kurdufan          | Cordofão do Sul          | 158.355    | 1.406.404            | Kaduqli, Al-Fula |
| 16                                | An-Nil al-azraq         | Nilo Azul                | 45.844     | 832.112              | Ad-Damazin       |
| Estados do sul (Sudão do Sul) (*) |                         |                          |            |                      |                  |
| 17                                | Gharb Bahr al-Ghazal    | Bahr al Ghazal Ocidental | 93.900     | 333.431              | Waw              |
| 18                                | Schamal Bahr al-Ghazal  | Bahr al-Ghazal do Norte  | 33.558     | 720.898              | Uwail            |
| 19                                | Al-Wahda                | Unidade                  | 35.956     | 585.801              | Bentiu           |
| 20                                | A'li an-Nil             | Alto Nilo                | 77.773     | 964.353              | Malakal          |
| 21                                | Warab                   | Warab                    | 31.027     | 972.928              | Warab            |
| 22                                | Junqali                 | Juncáli                  | 122.479    | 1.358.602            | Bur              |
| 23                                | Al-Buhairat             | Lagos                    | 40.235     | 695.730              | Rumbek           |
| 24                                | Gharb al-Istiwa'iyya    | Equatória Ocidental      | 79.319     | 619.029              | Yambio           |
| 25                                | Al-Istiwāʾiyya al-Wusṭā | Equatória Central        | 22.956     | 1.103.592            | Juba             |
| 26                                | Scharq al-Istiwa'iyya   | Equatória Oriental       | 82.542     | 906.126              | Kapoita          |

(*) Os dez estados do sul constituem o país Sudão do Sul que se tornou independente em 2011.

## História
- Durante o domínio britânico, o Sudão estava dividido em oito províncias (mudirias em árabe). As fronteiras destas não estavam muito bem definidas, mas, depois da Segunda Guerra Mundial, ficaram bem estabelecidas. As oito províncias eram: Nilo Azul, Darfur, Equatória, Kassala, Cartum, Cordofão, Norte e Alto Nilo. Permaneceram desta forma até 1948

- Em 1948, foi criada a província de Bahr al Ghazal a partir da província de Equatória;

- Em 27 de março de 1972, no tratado de Adis Abeba que pôs fim a  primeira guerra civil sudanesa, foi criado o Sudão do Sul, uma região administrativa autônoma com capital na cidade de Juba;

- A 1 de julho de 1973, foram criadas várias provícias: O Darfur dividiu-se em Darfur do Sul e Darfur do Norte; a provícia do Cordofão dividiu-se em Cordofão do Sul e Cordofão do Norte. Al Jazirah e o Nilo Branco foram criadas a partir da província do Nilo Azul; a provícia de Rio Nilo separou-se da província do Norte, e o Mar Vermelho separou-se de Kassala.

- Mais tarde, em 1976, Lagos (El Buheyrat) separou-se de Bahr al Ghazal, e Juncáli (Jungoli ou Junglei) separou-se da província do Alto Nilo; Equatória dividiu-se em Equatória Ocidental e Equatória Oriental. Existiam então dezoito províncias no Sudão.

- Em 1991, o Governo sudanês reorganizou as divisões administrativas do país criando nove estados federais que correspondiam às províncias existentes entre 1948 e 1973;

- Em 14 de fevereiro de 1994, o Governo reorganizou o país em vinte seis estados (wilayat em árabe). Cada novo estado corresponde a parte de um dos 9 antigos estados;

- Em 1 de abril de 2005, Bahr al Jabal mudou de nome, passando a se chamar Equatória Central;

- Em 16 de agosto de 2005, o Cordofão Ocidental se dividiu em duas partes. A parte norte foi incorporada ao estado do Cordofão do Norte e a parte sul incorporada ao Cordofão do Sul. A capital do Cordofão do Sul alternará entre Kadugli e a antiga capital do Cordofão Ocidental, Al-Fula.

- Em 9 de julho de 2011, os dez estados do sul se tornaram independente devido ao refendo feito em 9 de janeiro do mesmo ano, com o país sendo chamado de Sudão do Sul